# We Die Young
We Die Young es un EP y sencillo de la banda de rock estadounidense Alice in Chains lanzado en julio de 1990 constituyendo su primer EP de estudio. Este EP solo fue lanzado en vinilo y casete. "We Die Young" y "It Ain't Like That"  fueron lanzados con el álbum debut de la banda Facelift. Una versión demo de " We Die Young"  fue lanzada en Nothing Safe: Best of the Box en 1999. La versión de estudio fue lanzada en "Music Bank" (1999) y "The Essential Alice in Chains" (2006). La versión de la canción "Killing Yourself" es exclusiva para este EP; una versión más rápida fue lanzada en el "Music Bank". La banda de heavy metal Anthrax realiza un cover a este tema en su disco Worship Music.

## Lista de canciones
| N.º | Título               | Escritor(es)                      | Duración |  |
| 1.  | «We Die Young»       | Jerry Cantrell                    | 2:31     |  |
| 2.  | «It Ain't Like That» | Cantrell, Mike Starr, Sean Kinney | 4:38     |  |
| 3.  | «Killing Yourself»   | Cantrell, Layne Staley            | 2:59     |  |

## Personal
- Layne Staley – voz
- Jerry Cantrell – guitarra, segunda voz
- Mike Starr – Bajo
- Sean Kinney – Batería, Percusión